# Monster (Lady Gaga-dal)
A Monster a címadó dala Lady Gaga amerikai énekesnő második, The Fame Monster című albumának. Gaga a dalt az album másik hét számával egy időben, 2008–09-es világ körüli turnézása alatt írta. A számot a szex és a kapcsolatoktól való félelme ihlette, szövege pedig arról szól, hogy Gaga beleszeret egy férfiba, akiről tudja, hogy egy rossz ember, mégis ragaszkodik hozzá. A Monster szövegében több utalás is hallható zombikra, illetve a Just Dance címmel megjelent debütáló kislemezére. A refrén tartalmaz egy részletet a The Fame Ball turné Pop Ate My Heart című videós átvezetéséből. A Monster-t Lady Gaga, RedOne és Space Cowboy szerezték, producere pedig RedOne volt.
A kritikusok vegyes fogadtatásban részesítették, többen a The Fame Monster legjobb számai közé sorolták, többen viszont bírálták dalszövege miatt. Bár nem jelent meg kislemezként, több ország hivatalos kislemezlistájára fel tudott kerülni. Az Egyesült Királyságban a hatvannyolcadik, Új-Zélandon a huszonkilencedik, Magyarországon pedig a hatodik helyen szerepelt. A dalt az énekesnő előadta The Monster Ball turnéjának mindkét változatán, illetve a népszerű amerikai műsorvezetőnő, Oprah nevével fémjelzett The Oprah Winfrey Show-ban.

## Háttér
A Monster (»Szörnyeteg«) Lady Gaga The Fame Monster című albumának egyik dala, amelyet az énekesnő világ körüli turnézása közben írt a dal producere, RedOne, illetve Space Cowboy közreműködésével. Gaga egy interjúban elmondta, hogy az album erről a számról kapta a címét, ezzel tisztázva azt a téves feltételezést, miszerint a Dr. Dre rapperrel közösen tervezett fülhallgató (Monster Heartbeats) lett volna a névadó. „Elég vicces, mert már márciusban megírtam ezt a számot, a Monstert, erre az újra kiadott albumra” – nyilatkozta az énekesnő a Rolling Stone magazinnak (Dre-vel csak júniusban találkozott és kezdett együtt dolgozni). Az album dalai a hírnév sötét oldalát jelenítik meg; mindegyik egy-egy „szörnyetegtől” való félelemmel foglalkozik, ezért került ez a szám a lemez címébe.
Lady Gaga az MTV-nek elmondta, hogy akárcsak Alejandro című számában itt is énekel a szextől való félelméről, ugyanakkor a dal elsősorban a „ragaszkodástól való félelmet” jeleníti meg.

„Ez a dal tulajdonképpen a szextől való félelemről szól. Egy dal egy pasiról, akinek jó nagy pénisze van [Ezt fejezi ki az „I’ve never seen one like that before” („Még sohasem láttam ekkorát”) szövegsor]. A ragaszkodástól való félelem jelenik meg benne, és hogy szeretsz valamit, ami igazából rosszat tesz neked. Ha megfigyeled a dalszöveget, ez egy rosszfiúval való meg nem szűnő szerelem, akihez mindig visszatérsz, mert nem elég belőle. Folyton szerelembe esem »a szörnyeteggel«. De amire valójában szükségem van, az a biztonság és a női mivoltom érzése, a nőiességemmel együtt járó felelősség” – mondta.

## Kompozíció
A Monster a dance-pop és a szintipop stílusokba sorolható. A dal azzal kezdődik, hogy Lady Gaga azt énekli: „Don't call me Gaga” („Ne hívj Gagának”). A 80-as éveket idéző dobok és a szintihasználat a PopMatters írója, Evan Sawdey szerint egy meglehetősen játékos környezetbe helyezik a dalt. A refrénben egy Timbalandéhez hasonlatos férfihang hallható. A dal ütemmutatója 4/4, 168-as percenkénti ütésszámmal. C-moll hangnemben íródott, Gaga hangterjedelme E3-tól B4-ig terjed. A Monster az F–G–Am–Em akkordmenetet követi. Ahogy az album több dalában, a Monsterben is találhatóak zombikra utaló részek: „He ate my heart…” („Megette a szívem…”). A szövegben Gaga utalást tesz első kislemezére, a Just Dance-re: „I wanna Just Dance, but he took me home instead” („Csak táncolni akarok, de ő mégis hazavitt engem”). Michael Hubbard a MusicOMH-tól úgy vélte, a dal utolsó verzéjében hallható „He tore my clothes right off/ He ate my heart and then he ate my brain.” („Letépte a ruháimat/ Megette a szívemet majd megette az agyamat.”) sorok „egy kicsit hátborzongatóvá” teszik a szám végét.

## Fogadtatás
Brian Linder az IGN Music-tól „dance-orgiaként” beszélt a számról és méltatta az ötletes szövegéért is. Evan Sawdey, a PopMatters kritikusa „vidám” és „csintalan” jelzőkkel illette a számot, és a Dance in the Dark-hoz hasonlóan „meglepően hatásos popzenei koktélnak” találta. Ugyanakkor megjegyezte, a Monster „olykor szétesik a metaforák területén (egy fiú, aki felfalja a szívedet: rendben; na de hogy az agyadat is megeszi? )” [a kritika írója ezzel a „He ate my heart then he ate my brain” szövegrészre utal]. Ben Patashnik, az NME zenei lap írója „elhagyhatónak” találta a számot a The Fame Monster albumról. Jaime Gill a Yahoo! Music-tól így írt a dalról: „A Monster egy izgő-mozgó kis bestia, amely befészkeli magát a fejedbe, és szinte lehetetlen kiszedni belőle.” Nick Hyman az Under The Radar magazintól a The Fame Monster albumról írt kritikájában kiemelte a Monster „fülbemászó refrénjét.” Bill Lamb az About.com-tól „tiszta […] dance-pop mennyországként” jellemezte a dalt, és a Bad Romance, Telephone, illetve a So Happy I Could Die mellett a The Fame Monster legjobb számai közé sorolta.

## Élő előadások

Lady Gaga fekete, tollas ruhában énekli a Monstert a The Monster Ball Tour kezdeti, észak-amerikai szakaszán.

Lady Gaga a The Oprah Winfrey Show-ban Bad Romance és Speechless című dalaival együtt adta elő a Monstert. Napszemüveget, fekete egyrészes ruhát viselt, arany színű tüskékkel a bal vállánál; és parókája is tüskéket formázott. Az előadást azzal kezdte, hogy a színpadon megjelenve lóbálni kezdte láncos buzogányát, egy szintén tüskékkel borított fémgolyót. A dalt az első refrén elénekléséig adta elő, majd a Bad Romance-szel folytatta a produkciót. Gaga The Monster Ball turnéján is elénekelte a számot. A turné első változatán fekete tollas ruhában adta elő, tánclépéseivel megidézve Michael Jacksont. A megújított turnén Gaga egy fehér, rongyfoszlányokkal borított jelmezben kezdi énekelni a dalt, melyből csak arca látszik ki. A refrén első eléneklése közben ezt leveszi magáról, és az alatta lévő, vállainál és a lába közötti résznél tollakkal díszített ruhában folytatja előadást, hajában pedig egy ideig csillogó kendőt visel. Később táncosai a magasba emelik, majd körbeveszik és úgy tesznek, mintha rátámadnának. Miután félrevonulnak, Gaga ismét egy új, fekete ruhában jelenik meg, nyakát és mellkasát pedig a „támadás” eredményeként művér borítja be. A számot kezeit a magasba emelve fejezi be. A Monster előadása egyik manchesteri koncertjén kisebb botrányt keltett, ugyanis ezt az előadását kapcsolatba hozták, egy a koncert előtt nem sokkal történt tömegmészárlással: egy helyi taxisofőr tizenkét embert ölt meg. „Szörnyen ízléstelen volt ahogy eljátszotta hogy egy ilyen véres támadás áldozata. Amit láthattunk […] megjelenítette mindazt az erőszakot, ami Cumbirában néhány órával előtte történt – érzéketlen volt.” – írta Lynn Costello, az Anyák az Erőszak Ellen brit szervezettől. Chris Rock amerikai komikus/színész később védelmébe vette az énekesnőt a hivalkodó, provokatív viselkedése miatt ért bírálatokkal szemben. „Nos, ő Lady Gaga” – mondta. „Nem pedig »Lady Uralkodj Magadon«. Jó magaviseletet vársz egy embertől, akit Gagának hívnak? Tényleg erre számítasz?”

## Slágerlistás helyezések
Az Egyesült Királyságban a Monster az album megjelenését követő magas digitális letöltéseknek köszönhetően a 68. helyen debütált a brit kislemezlistán 2009. december 12-én, de a következő héten eltűnt a listáról. Miután Új-Zélandon az ottani rádiók elkezdték játszani a dalt, a sok digitális letöltés következtében a Monster debütált a hivatalos új-zélandi kislemezlistán a 30. pozícióban. A következő héten egy helyet javítva a 29. helyre lépett előre. Magyarországon a Mahasz által minden héten közzé tett Single (track) Top 10 elnevezésű hivatalos magyar kislemezlistán a The Fame Monster megjelenését követően a 6. helyen debütált 2009. november 23-án, azonban a következő héten már nem szerepelt a listán. Ausztráliában szintén nem sokkal az album megjelenése után 2009. november 9-én a 80. helyet szerezte meg.
Az Egyesült Államokban a Billboard Hot Dance Club Songs listáján a 49. helyen debütált a dal 2010. szeptember 18-án. A Monster a legjobb helyezését 2010. október 9-én érte el, amely a 29. pozíció volt. Összesen nyolc hétig szerepelt ezen a listán a dal. A Latin Pop Airplay elnevezésű listán a 32. helyen debütált a dal, a legjobb helyezése pedig a 22. pozíció volt. Az általában Spanyolországból származó latin zenéket felvonultató rádiós listán összesen tizennégy hétig volt jelen a dal. A Nielsen SoundScan mérései szerint a Monster a digitális letöltések által megközelítőleg 207 000 példányban került eladásra az Egyesült Államokban.
| Slágerlista (2010)                       | Legjobb helyezés |
| ---------------------------------------- | ---------------- |
| Ausztrál kislemezlista                   | 80               |
| Brit kislemezlista                       | 68               |
| Magyar kislemezlista                     | 6                |
| Új-Zélandi kislemezlista                 | 29               |
| USA Billboard Hot Dance Club Songs lista | 29               |
| USA Billboard Latin Pop Airplay lista    | 22               |

## Minősítések
| Régió                                                            | Minősítés | Eladott példányszám |
| ---------------------------------------------------------------- | --------- | ------------------- |
| Ausztrália (ARIA)                                                | arany     | 35 000‡             |
| Új-Zéland (RMNZ)                                                 | arany     | 15 000‡             |
| Egyesült Államok (RIAA)                                          | arany     | 500 000‡            |
| ‡ Eladási+streaming példányszámok kizárólag a minősítés alapján. |           |                     |

## Közreműködők
- Hangmérnök – Dave Russel
- Hangkeverés – Robert Orton
- Hangszerkesztés, hangmérnök – Johnny Severin
- Szerző, felvételek, háttérvokál – Space Cowboy
- Szerző, társproducer, vokál, háttérvokál – Lady Gaga
- Szerző, producer, hangszerelés, számítógéppel generált hangok, vokál, hangszerkesztés, felvételek, hangmérnök, háttérvokál – RedOne

Forrás:

## Fordítás
- Ez a szócikk részben vagy egészben  a   Monster (Lady Gaga) című francia Wikipédia-szócikk fordításán alapul.  Az eredeti cikk szerkesztőit annak laptörténete sorolja fel. Ez a jelzés csupán a megfogalmazás eredetét és a szerzői jogokat jelzi, nem szolgál a cikkben szereplő információk forrásmegjelöléseként.
- Ez a szócikk részben vagy egészben  a   Monster (Lady Gaga song) című angol Wikipédia-szócikk fordításán alapul.  Az eredeti cikk szerkesztőit annak laptörténete sorolja fel. Ez a jelzés csupán a megfogalmazás eredetét és a szerzői jogokat jelzi, nem szolgál a cikkben szereplő információk forrásmegjelöléseként.